# 西愛民頓商場
西愛民頓商場（英語：West Edmonton Mall）位於加拿大亞伯達省埃德蒙顿，是北美洲最大和全世界第五大的購物中心。商場於1981年9月開幕，當時是世上最大的購物中心。1988年由洪寶、張曼玉主演的香港電影《過埠新娘》最後追逐打鬥場面在此取景。

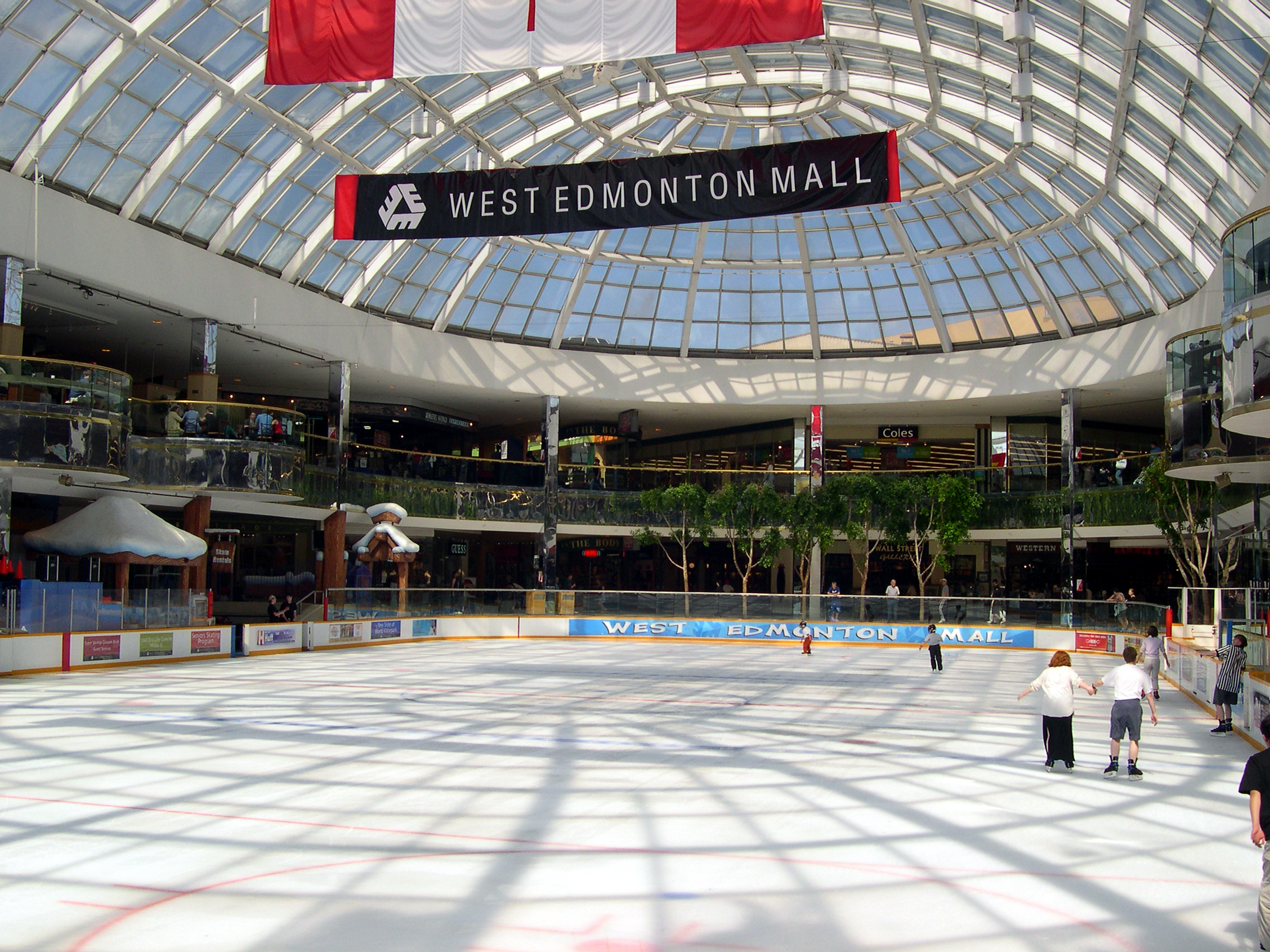
西愛民頓商場内的溜冰場

西愛民頓商場的淨面積達570,000平方米，耗資12億加元興建。商場設有室內主題樂園、水上樂園和溜冰場等玩樂設施，以及超過800間商戶和超過2萬個泊車位，共僱用逾2萬3千名員工。商場每年的人流約有2千8百2十萬人次，旺季每天人流約有15萬人次。商場現時的估值約9億2千6百萬加元。